# 762 TCN
762 TCN là một năm trong lịch La Mã.